# Баррер, Жорж
Жорж Барре́р (фр. Georges Barrère; 31 октября 1876, Бордо — 14 июня 1944, Кингстон, штат Нью-Йорк) — французско-американский флейтист и музыкальный педагог.
Сын краснодеревщика Габриэля Баррера и Мари Перен Кортет, дочери фермера. В 1879 году семья переехала в Париж. К 1886 году они переехали в Эпернон. Учился в Парижской консерватории у Анри Альтеса и Поля Таффанеля. Был первой флейтой Оркестра Колонн и оркестра Гранд-Опера, одним из основателей ансамбля «Новое общество духовых инструментов» (фр. Société Moderne d'Instruments à Vent). С 1905 года — в США, первая флейта Нью-Йоркского симфонического оркестра и преподаватель Института музыкального искусства. В 1910 году основал собственный ансамбль духовых инструментов (The Barrère Ensemble of Woodwinds), с которым выступал записывался до начала 1940-х годов.
Баррер внёс значительный вклад в формирование американской флейтовой школы — этот вклад был отмечен, в частности, известным американским меценатом Элизабет Спрэг Кулидж, которая подарила Барреру платиновую флейту; для первого выступления Баррера с этой флейтой Эдгар Варез написал пьесу «Плотность 21,5» (англ. Density 21.5 — плотность платины около 21.5 г/см³). Для Баррера сочиняли также Шарль Мари Видор, Габриэль Пьерне, Рейнальдо Ан, Анри Вуллет. В 1937 году Баррер стал первым исполнителем Сонаты для флейты Пауля Хиндемита.